# 阿布南河

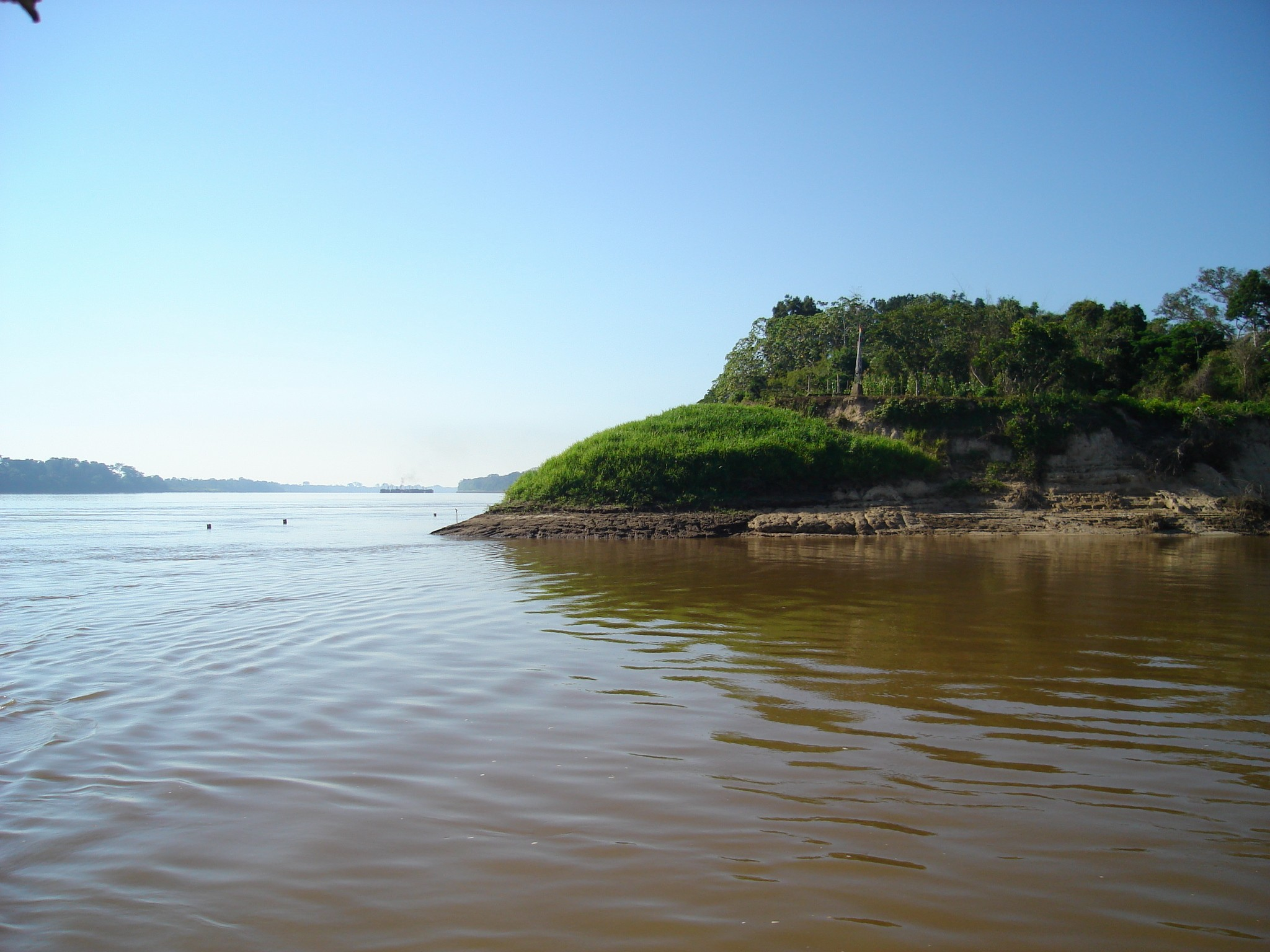
右方為阿布南河

阿布南河（西班牙語：Río Abuná）是南美洲的河流，屬於亞馬遜河的一部分，也是玻利維亞北部和巴西西北部接壤邊境。阿布南河全長375公里（233英哩），可供船隻航行的河段約320（200英哩）。
9°40′18″S 65°26′47″W / 9.67167°S 65.44639°W